# Thomas Brüchle
Thomas Brüchle (geb. 29. Juli 1976 in Lindau (Bodensee)) ist ein deutscher Behindertensportler, der als Tischtennisspieler an den Paralympics 2012, 2016, 2020 und 2024 teilnahm. 

## Leben und berufliche Laufbahn
Brüchle studierte Pädagogik. Nach der 1. Staatsprüfung absolvierte er von 2003 bis 2004 sein Referendariat an der Parkschule Kressbronn. Seither ist er an derselben Schule als Werkrealschullehrer tätig.
Brüchle ist seit 1987 querschnittsgelähmt und auf einen Rollstuhl angewiesen.

## Sportliche Leistungen
Trotz seiner Behinderung begann er ab 1989 mit dem Tischtennistraining im Verein TSG Lindau-Zech. Er nahm bald auf lokaler Ebene an Behindertenwettkämpfen teil und wurde im Dezember 1993 dreifacher Bezirksmeister, und zwar im Einzel, Doppel und im gemischten Doppel. Wegen seiner sportlichen Leistungen wurde er Mitglied der deutschen Tischtennisnationalmannschaft.

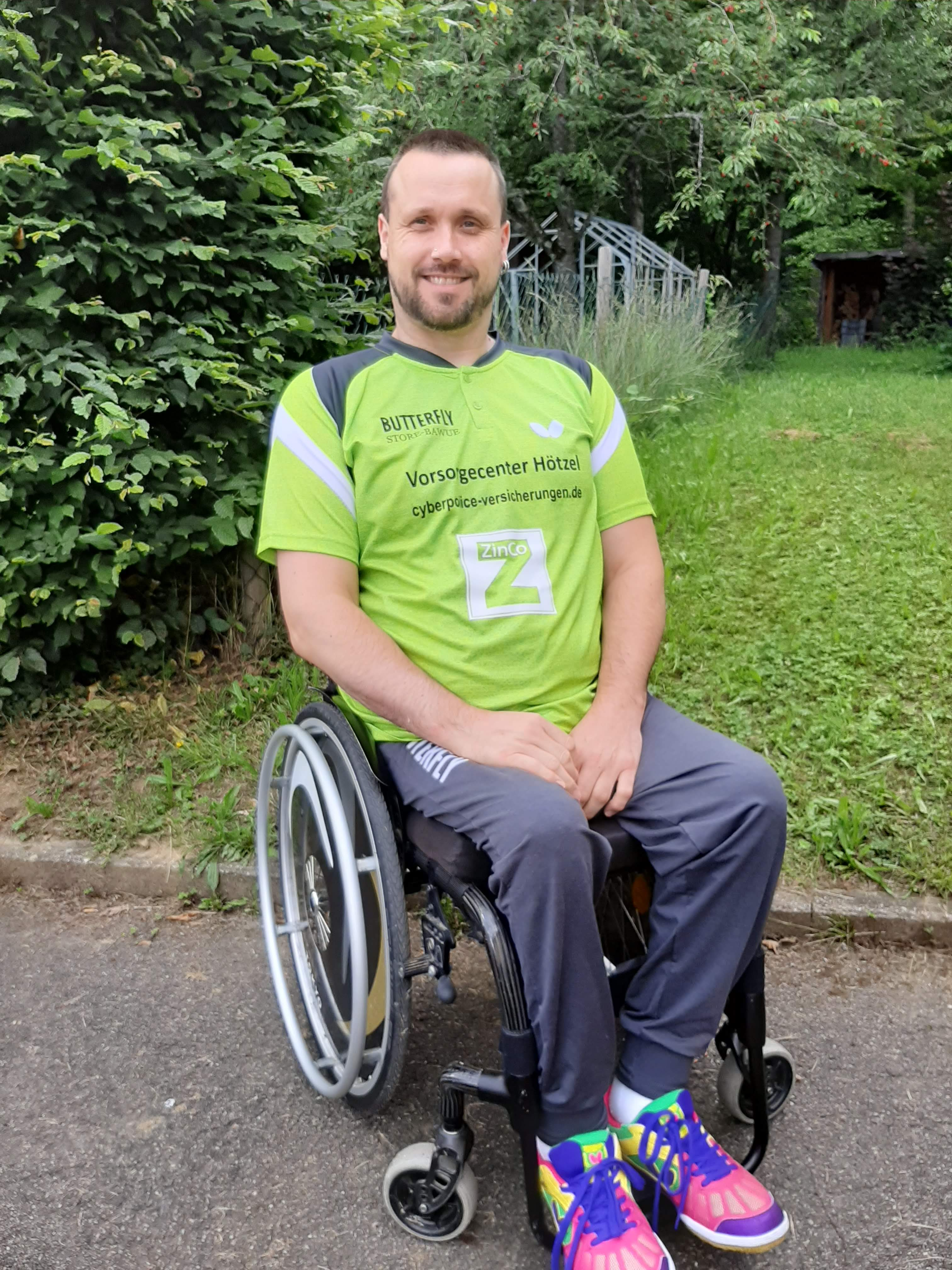
Thomas Brüchle, Juni 2020

In dieser Eigenschaft nahm er in der Startklasse WK 3 ab 2011 an den Europameisterschaften der Behinderten teil. 2011 erreichte er mit der Mannschaft den 1. Platz und im Einzel den 2. Platz. 2013 wurde er mit der Mannschaft erneut Europameister und Dritter mit Einzel. Er steigerte sich weiter bei der EM 2015 und erreichte sowohl im Einzel wie in der Mannschaft den Meistertitel. 2017 wurde er erneut mit der Mannschaft Erster und Dritter im Einzel. Im September 2019 wiederholte er diese Leistung. Neben Bronze im Einzelwettbewerb konnte er im Team zum fünften Mal in Folge den Europameistertitel gewinnen. Brüchle und Teampartner Thomas Schmidberger sind damit seit 2011 bei Europameisterschaften ungeschlagen und haben gemeinsam noch nie ein EM-Finale verloren.
Im Jahr 2014 konnte er gemeinsam mit seinem Teamkollegen Thomas Schmidberger zum ersten Mal Weltmeister im Team werden. Dabei schlugen die beiden im Finale die topgesetzten Chinesen. 2017 konnten sie diesen Titel verteidigen. Im Oktober 2018 konnte Thomas Brüchle mit dem dritten Platz seine erste Einzelmedaille bei einer Weltmeisterschaft gewinnen.
Den Höhepunkt seiner Erfolgsserie erlangte er 2012 und 2016 bei den Paralympischen Spielen, bei denen er jeweils die Silbermedaille in der Mannschaft gewann.
Für seine sportlichen Erfolge erhielt er am 1. November 2016 das Silberne Lorbeerblatt.
Thomas Brüchle startet auch bei den Nichtbehinderten im Regelspielbetrieb. Seit der Saison 2020/2021 geht er für den Verein Tischtennis Frickenhausen in der Landesklasse an den Start. Ebenfalls für Frickenhausen startet er gemeinsam mit dem irischen Spieler Colin Judge in der 1. Rollstuhltischtennis-Bundesliga.
Am 19. Juli 2021 wurde er vom Deutschen Behindertensportverband für seine dritten Paralympics in Tokio im August 2021 nominiert. Dort konnte er erneut die Silbermedaille im Team-Wettbewerb gewinnen, wobei das Finale nur knapp gegen Dauerrivale China verloren wurde.
Seit den strukturellen Veränderungen in den Turnierklassen auf internationaler Ebene im Jahr 2022 startet er gemeinsam mit Para-Nationalspielerin Sandra Mikolaschek im Mixed-Doppel in der Startklasse XD7. In dieser Klasse wurden sie gemeinsam bei der WM 2022 in Granada, Spanien sensationell Weltmeister. Für Brüchle war es der insgesamt dritte WM-Titel, während Mikolaschek ihren ersten internationalen Erfolg überhaupt feiern konnte. Im Einzel konnte er nach 2018 zum zweiten Mal hintereinander die Bronzemedaille gewinnen und musste sich lediglich im Halbfinale seinem Nationalmannschaftskollegen Schmidberger (Weltranglistenerster) geschlagen geben.
Bei den Europameisterschaften 2023 in Sheffield konnte er erneut Bronze im Einzel gewinnen. Gemeinsam mit seiner Mixedpartnerin Mikolaschek konnten sie bei den ersten europäischen Meisterschaften in dieser Konkurrenz wiederum alle Gegner schlagen und sich nach dem WM-Titel auch zu Europameistern küren. Es ist sein insgesamt siebter EM-Titel. Brüchle hat damit bei allen seinen bisherigen EM-Teilnahmen mindestens einen Titel gewinnen können.

## Internationale Erfolge
Einzel
- Vize-Europameister 2011
- Bronze Europameisterschaft 2013
- Europameister 2015
- Bronze Europameisterschaft 2017
- Bronze Weltmeisterschaft 2018
- Bronze Europameisterschaft 2019
- Bronze Weltmeisterschaft 2022
- Bronze Europameisterschaft 2023

Team
- Europameister 2011
- Silber Paralympics London 2012
- Europameister 2013
- Weltmeister 2014
- Europameister 2015
- Silber Paralympics Rio 2016
- Weltmeister 2017
- Europameister 2017
- Europameister 2019
- Silber Paralympics Tokyo 2020 (2021)

Mixed-Doppel
- Weltmeister 2022
- Europameister 2023